# マルク・ディーメルス
マルク・ディーメルス（Mark Diemers、1993年10月11日 - ）は、オランダ・レーワルデン出身のサッカー選手。AEKラルナカ所属。ポジションはMF。

## クラブ経歴
2012年、FCユトレヒトとプロ契約を結び、2012-13シーズンはSCカンブール・レーワルデンにレンタルすることが決まった。2016年1月には、デ・フラーフスハップにレンタル移籍した。
2016-17シーズンよりデ・フラーフスハップに完全移籍した。
2018年6月11日、フォルトゥナ・シッタートと3年契約で移籍した。8月11日のSBVエクセルシオール戦でデビューし、11月1日、KNVBカップのNECナイメヘン戦にて移籍後初ゴールを挙げた。この2018-19シーズン、リーグ戦全試合に出場し、最終節のNACブレダでは勝てばエクセルシオールを抜き残留という試合で、1-1からの決勝点を記録し、クラブはエールディヴィジに残留することができた。翌2019-20シーズンは26試合で13得点に絡む活躍を見せた。
フォルトゥナ・シッタートでの活躍により、FCフローニンゲンなどから獲得に関心があったものの、2020年6月19日、フェイエノールトが夏の最初の補強としてディーメルスと3年契約を交わした。
2022年1月4日、ハノーファー96にシーズン終了までレンタル移籍をした。
2022年8月11日、FCエメンに1年間のレンタル移籍をすることが発表された。

## タイトル
SCカンブール
- エールステ・ディヴィジ : 2012-13